# Tången, Östergötland
Tången är en sjö i Ydre kommun i Östergötland och ingår i Motala ströms huvudavrinningsområde. Sjön är 17,9 meter djup, har en yta på 1,29 kvadratkilometer och befinner sig 185 meter över havet.

## Delavrinningsområde
Tången ingår i det delavrinningsområde (641773-146279) som SMHI kallar för Utloppet av Tången. Medelhöjden är 227 meter över havet och ytan är 15,44 kvadratkilometer. Det finns inga avrinningsområden uppströms utan avrinningsområdet är högsta punkten. Vattendraget som avvattnar avrinningsområdet har biflödesordning 4, vilket innebär att vattnet flödar genom totalt 4 vattendrag innan det når havet efter 185 kilometer. Avrinningsområdet består mestadels av skog (64 procent) och jordbruk (18 procent). Avrinningsområdet har 1,36 kvadratkilometer vattenytor vilket ger det en sjöprocent på 8,8 procent.